# Grube Steimel

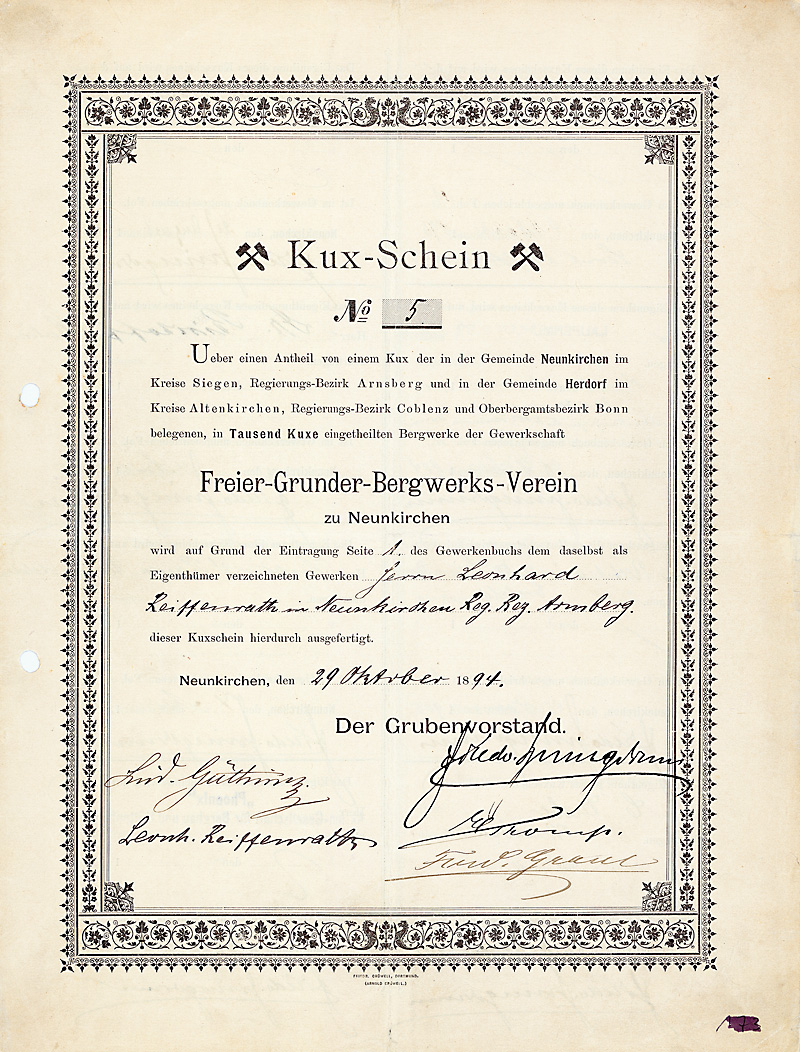
Kux-Schein des Freier-Grunder-Bergwerks-Vereins vom 29. Oktober 1894

Die Verbundgrube Steimel lag in Neunkirchen im Kreis Siegen-Wittgenstein und war ab 1895 unter dem Namen „Freier Grunder Bergwerksverein“ bekannt.

## Geschichte
Bereits vor 1812 wurde „auf dem Steimel“ (Höhe: 450 m über NN) Eisenerz abgebaut. 1874 wurde die Grube mit der benachbarten Grube Ende, die ihre Ersterwähnung 1827 hatte, konsolidiert. Im gleichen Jahr wurde der erste Schacht abgeteuft. Schacht I war 627,3 m tief. 1885 waren bei 125 m Teufe drei Sohlen angelegt: 50 m, 80 m, 120 m. Im selben Jahr betrug die Förderung 10.268 t Spateisenstein.
1895 fand eine große Konsolidation statt. Mehrere Gruben (unter anderem Steimel, Ende, Frauenberger Einigkeit) wurden zum Freien Grunder Bergwerksverein zusammengeschlossen. In der Gemarkung des Ortes Salchendorf wurde 1890 der zweite Schacht, der Kaiser-Friedrich-Schacht, abgeteuft. Der Schacht erreichte eine Teufe von 600 m. Am 22. November 1928 wurde die Grube stillgelegt, am 31. Dezember 1931 wurden die letzten Gebäude abgerissen. 300 Belegschaftsmitglieder zählte der Steimel und war die zweitgrößte Grube der Gemeinde Neunkirchen nach Pfannenberger Einigkeit. Bis zur Konsolidation 1895 wurden 408.000 t Eisenstein gefördert, bis zur Stilllegung 1931 864.348 t.
Das Gangmittel der Grube war 120 m lang und 2–4 m, teilweise bis zu 10 m mächtig. Ausgefüllt war es mit Braun- und Spateisenstein mit Kupferkies.
Heute befindet sich „auf dem Steimel“ ein besonders bei Wanderern beliebtes Ausflugslokal. 2003 kam es rund um die Gebäude zu Tagesbrüchen durch alte einstürzende Stollen. Das Verfüllen dauerte Monate und kostete etliche Tonnen Beton als Verfüllmaterial.

## Konsolidationen
Die Konsolidationsgruben waren:
- Adelheid, ab 1874
- Dammsacker Stollen, Neunkirchen / Struthütten, 371 m Länge
- Ende in Neunkirchen. Verliehen vor 1827, ab 1895 zu Steimel. Ab den 1840ern wurde Kobaltbergbau betrieben, 1864 waren es 147 t. 1885 wurden 10.268 t Spateisenstein und 79 t Kupfererz gefördert.
- Frauenberger Einigkeit, Neunkirchen. Die zweitgrößte im Verbund, in Betrieb seit mindestens 1827. Tiefbau wurde ab 1847 mit Kunstrad (46 m Teufe), ab 1872 maschinell betrieben, die Teufe des Blindschachts betrug 1885 216 m. Er wurde mit einer Zwillingsfördermaschine mit 15 PS und einer Wasserhaltungsmaschine mit 45 PS ausgestattet. Ab 1895 gehörte die Grube zu Steimel. 1885 wurden 7.981 t Eisenstein gefördert.
- Harteborn in Neunkirchen, verliehen um 1750, stillgelegt 1886. 1903 kam die Grube zu Steimel, ab 1907 zu Concordia in Dermbach. Als Förderstollen diente ein 630 m langer Tiefer Stollen im Harteborntal. 1885 wurden 623 t Eisenstein gefördert.
- Krebs in Neunkirchen, verliehen vor 1812. 1866 gab es eine Konsolidation. Ein Stollen war im Harteborntal angesetzt.
- Oberster Specht in Salchendorf, verliehen 1814; stillgelegt 1868. Mit der Grube Roter Adler zusammen wurde 1814 ein Oberer Stollen angelegt, der 288,4 m Länge erreichte, sowie ein Tiefer Stollen im Harteborntal mit 315,5 m Länge. Beide Stollen wurden 1857 durch Querschläge verbunden. Gefördert wurden in beiden Gruben 5.000 t Spateisenstein und 20 t Kupfererz. Neben Eisen und Kupfer kamen noch Speiskobalt und Roteisenstein vor.
- Reifenberg in Neunkirchen, ab 1895 zu Steimel. In den 1880ern stillgelegt, im Tiefen Reifenberger Stollen wurde ein 12,5 m tiefes Gesenk angelegt. Abgebaut wurde Kupferkies.
- Rother Adler in Neunkirchen. Verliehen 1814; stillgelegt 1868
- Rühtal in Neunkirchen, verliehen vor 1812. Abgebaut wurde aus einem Stollen im Harteborntal und einem Tagesschacht mit 33 m Teufe. 1885 wurden 253 t Spateisenstein abgebaut, bis 1907 stieg die Förderung über 595 t im Jahr 1900 und 3.938 t im Jahr 1901 auf 15.501 t Eisenstein.
- Schwarzer Adler in Neunkirchen, Harteborntal
- Windhahn in Neunkirchen, verliehen 1866, Abbau durch Krebser Stollen. In oberen Teufen trat Brauneisenstein auf, in 30–40 m Teufe kam Spateisenstein mit Zinkblende, Kupferkies und Bleiglanz vor.